# Manassas (Band)

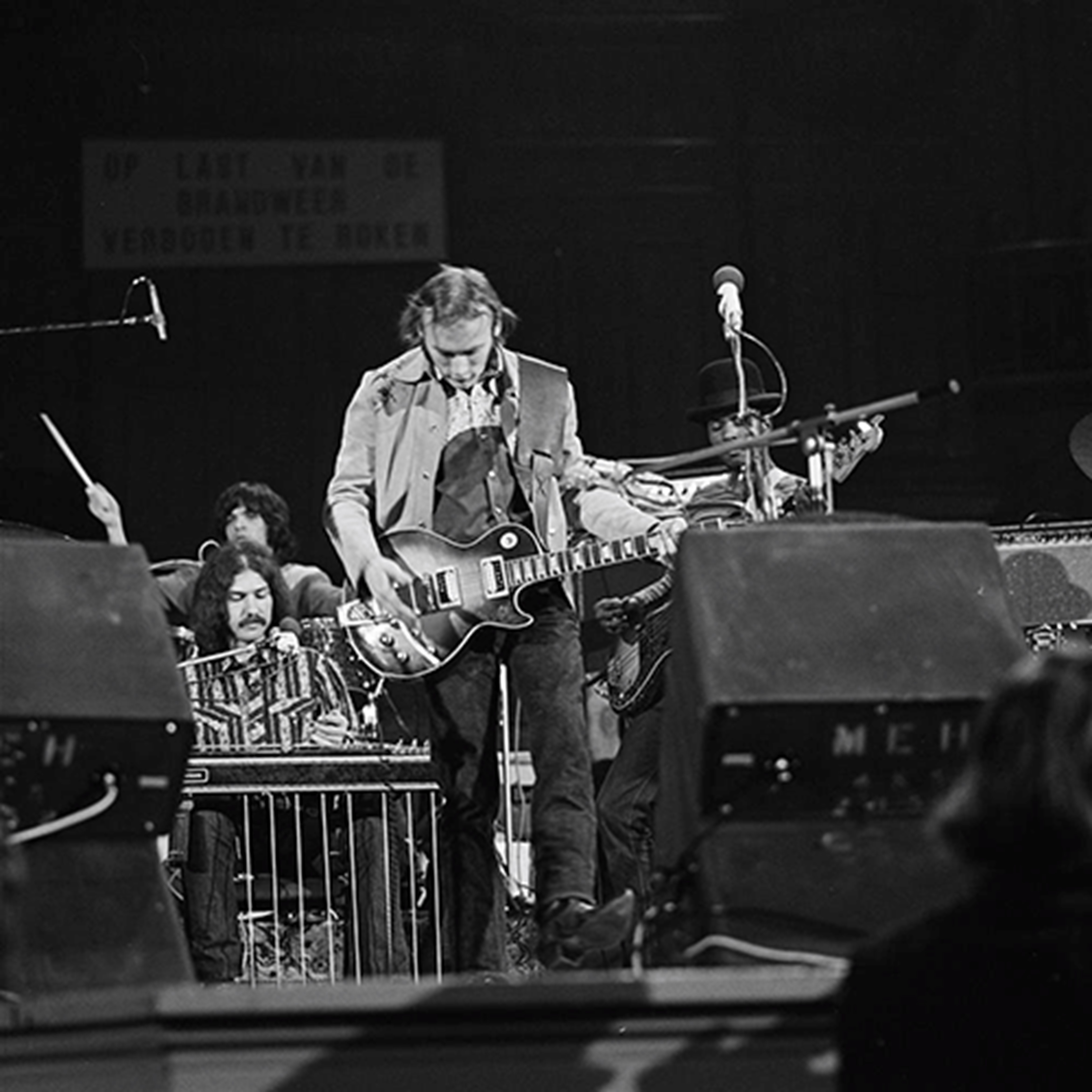
Manassas (1972)

Manassas war eine US-amerikanische Rockband, die von Stephen Stills 1971 gegründet wurde.

## Bandgeschichte
Stills gründete die Band, nachdem er mit einigen der Musiker bereits auf seinem Soloalbum Stephen Stills 2 (1971) und der dazugehörigen Tournee zusammengearbeitet hatte. Als Rhythmusgitarristen gewann er Chris Hillman, der vorher Bass bei The Byrds und Gitarre bei den Flying Burrito Brothers gespielt hatte. Der Schlagzeuger Dallas Taylor hatte seit 1969 sowohl mit Stills als auch mit Crosby, Stills, Nash (& Young) gespielt.
Stills benannte seine Band nach der Stadt Manassas in Virginia, als er und seine Mitmusiker sich für ein Foto auf dem alten Bahnhof von Manassas fotografieren ließen. Das Foto ist auch das Coverbild ihres gleichnamigen ersten Albums, dessen Songs mehrheitlich aus der Feder von Stephen Stills stammten.
Manassas erschien im Mai 1972 als Doppel-LP. Daraufhin machte die Band eine Tournee, die sie auch durch Europa führte. Stills lernte während des Touraufenthaltes in Paris Véronique Sanson kennen, die er 1973 heiratete. Bereits nach dem zweiten Album Down The Road löste sich die Band Ende 1973 wieder auf. Hillman schloss sich daraufhin der Supergroup Souther-Hillman-Furay Band an und brachte zudem Harris, Lala und Perkins mit in die Band ein. Stills setzte derweil seine Solokarriere fort.
2009 stellte die Plattenfirma Rhino Records aus unveröffentlichtem Material der Band das Album Pieces zusammen.

## Diskografie

### Alben
| Jahr | Titel         | Höchstplatzierung, Gesamtwochen, AuszeichnungChartplatzierungen (Jahr, Titel, Platzierungen, Wochen, Auszeichnungen, Anmerkungen) | Höchstplatzierung, Gesamtwochen, AuszeichnungChartplatzierungen (Jahr, Titel, Platzierungen, Wochen, Auszeichnungen, Anmerkungen) | Höchstplatzierung, Gesamtwochen, AuszeichnungChartplatzierungen (Jahr, Titel, Platzierungen, Wochen, Auszeichnungen, Anmerkungen) | Anmerkungen |
| Jahr | Titel         | DE | UK | US | Anmerkungen |
| ---- | ------------- | --- | --- | --- | ----------- |
| 1972 | Manassas      | DE34 (2 Wo.)DE | UK30 (5 Wo.)UK | US4 Gold · (30 Wo.)US |             |
| 1973 | Down the Road | — | UK33 (2 Wo.)UK | US26 (18 Wo.)US |             |

Weitere Alben
- 2009: Pieces

### Singles
| Jahr | Titel Album                       | Höchstplatzierung, Gesamtwochen, AuszeichnungChartsChartplatzierungen (Jahr, Titel, Album, Platzierungen, Wochen, Auszeichnungen, Anmerkungen) | Anmerkungen            |
| Jahr | Titel Album                       | US | Anmerkungen            |
| ---- | --------------------------------- | --- | ---------------------- |
| 1972 | It Doesn’t Matter Manassas        | US61 (7 Wo.)US | B-Seite: Fallen Eagle  |
| 1972 | Rock & Roll Crazies Manassas      | US92 (3 Wo.)US | B-Seite: Colorado      |
| 1973 | Isn’t It About Time Down the Road | US56 (8 Wo.)US | B-Seite: So Many Times |

Weitere Singles
- 1973: Guaguanco De Vero / Down the Road

## Mitglieder
- Stephen Stills: Gesang, Gitarre
- Chris Hillman: Gesang, Gitarre
- Al Perkins: Pedal-Steel-Gitarre
- Calvin „Fuzzy“ Samuels: Bass
- Paul Harris: Keyboard
- Dallas Taylor: Schlagzeug
- Joe Lala: Percussion

## Belege
1. ↑  Vgl. die Liner-Notes von Stephen Stills im Booklet zum Album Pieces (2009).
2. 1 2  Chartquellen: DE UK US
3. ↑  Auszeichnungen für Musikverkäufe: US